# Les Aventures d'Elektronik
Pour plus de détails, voir Fiche technique et Distribution.
Les Aventures d'Elektronik (Приключения Электроника, Prikliotchenia Elektronika) est un film soviétique réalisé par Konstantin Bromberg, sorti en 1979.
Il a été créé à la télévision le 2 mai 1980.

## Fiche technique
- Titre original : Приключения Электроника
- Titre français : Les Aventures d'Elektronik[1]
- Réalisation : Konstantin Bromberg
- Scénario : Yevgueni Veltistov
- Photographie : Alexandre Polynnikov, Konstantine Apryatine
- Musique : Evgueni Krylatov
- Pays d'origine : URSS
- Format : Couleurs - 35 mm - Mono
- Genre : comédie
- Durée : 216 minutes
- Date de sortie : 1980

## Distribution
- Volodia Torsouïev : Élektronik
- Iouri Torsouïev : Syroïejkin
- Nikolaï Grinko : Gromov
- Ielisaveta Nikichtchikhina : Maja
- Vladimir Basov : Stamp
- Nikolaï Karatchentsov : Ourri
- Vasili Skromnyï : Makar
- Oksana Alekseïeva : Maïa
- Maksim Kalilin : Korolkov
- Dmitri Maksimov : Smirnov
- Ievgueni Lifchits : Tchijikov
- Valeria Solouïan : Zoïa
- Oksana Fandera
- Evgueni Vesnik : Taratar
- Maïa Boulgakova
- Nikolaï Boïarski : Rostik
- Roza Makagonova
- Lev Perfilov : Lioug
- Guennadi Ialovitch : Bri